# Hattem Lagen
De Hattem Lagen of de Lagen van Hattem vormen een lithostratigrafische eenheid. De lagen worden lokaal aangetroffen aan de top van de fluviatiele Formatie van Peize, vooral in Noordoost Nederland. Door hun lokale voorkomen zijn zij moeilijk karteerbaar. De eenheid bevat sediment van oostelijke herkomst bestaande uit grove zanden met veel grind. Kenmerkend is het voorkomen van Scandinavische zwerfstenen. De Formatie van Peize is afgezet door de Baltische Rivier (Eridanos) en de Hattem Lagen luidden het einde van deze sedimentaanvoer in.
De Hattem Lagen worden beschouwd te zijn afgezet tijdens het Menapien en zijn op te vatten als een fluvioglaciale afzetting. De Scandinavische zwerfstenen kunnen alleen met gletsjers aangevoerd zijn. Aangezien uit het Menapien geen glaciale afzettingen in en in de buurt van Nederland bekend zijn, neemt men aan dat de stenen op ijsschotsen met het smeltwater door de rivier naar die streken zijn gebracht.